# Charles Sheffield
Charles Sheffield (* 25. Juni 1935 in Hull, England; † 2. November 2002 in Silver Spring, Maryland) war ein britisch-amerikanischer Mathematiker, Physiker und mehrfach ausgezeichneter Science-Fiction-Autor. Er war Präsident der American Astronautical Society und der Science Fiction and Fantasy Writers of America (SFWA).

## Leben und Werk

### Wissenschaftler
Sheffield studierte an der Universität Cambridge Mathematik und Physik. Mitte der sechziger Jahre wanderte er in die Vereinigten Staaten aus. An der American University in Washington, D.C. promovierte er mit einem Thema zur Theoretischen Physik.
Danach war er unter anderem Dozent am American Institute of Aeronautics and Astronautics, arbeitete als Forscher und Berater für die NASA und als Ratgeber für das Office of Technology Assessment des Kongresses sowie als Gutachter für den amerikanischen Kongress und den Senat der Vereinigten Staaten. Außerdem war er Mitarbeiter und später Vorstandsmitglied der Earth Satellite Corporation. Darüber hinaus war er Mitglied und zeitweilig Präsident der American Astronautical Society, Mitglied der American Association for Advancement of Science, der British Interplanetary Society und der Internationalen Astronomischen Union.
Seit 1962 veröffentlichte er nahezu einhundert wissenschaftliche und populärwissenschaftliche Artikel sowie einige Sachbücher, unter anderem zu Themen wie Nuklearphysik, Gravitationsfeldanalyse und zur allgemeinen Relativitätstheorie.

### Science-Fiction-Autor
Angeregt durch die Lektüre des Romans Ringwelt von Larry Niven begann Charles Sheffield ab 1977 auch selbst Science-Fiction zu veröffentlichen, angefangen mit der Erzählung What Song The Sirens Sang in der Zeitschrift Galaxy.
Zwar leugnete Charles Sheffield nie seine Herkunft als Wissenschaftler und wurde daher der technikorientierten Hard Science-Fiction zugerechnet, Mittelpunkt seiner Werke waren aber eher der Untergang der Zivilisation, der Werteverfall und Nuklearkatastrophen und die hiermit einhergehenden menschlichen Tragödien. Insgesamt verfasste er etwa vierzig Bücher und mehr als einhundert Erzählungen.
Sheffield publizierte 1978 den Roman Der neue Protheus (Sight of Proteus), dem bis 1995 drei weitere Romane folgten, deren Handlung im selben Universum angesiedelt ist. Sein zweiter Roman Ein Netz aus tausend Sternen (The Web Between the Worlds) handelt von einem Aufzug in den Weltraum, eine Idee, die in Arthur C. Clarkes Roman Fahrstuhl zu den Sternen (The Fountains of Paradise), der einige Monate vor Sheffields Buch erschien, bereits behandelt worden war. Da Sheffield sich dem Vorwurf des Plagiats ausgesetzt sah, sandte er ein Exemplar des Manuskripts an Clarke, der jedoch keine Einwände gegen eine Veröffentlichung erhob und in einem offenen Brief an die SFWA die Ähnlichkeiten beider Romane als interessanten Zufall beschrieb.
Charles Sheffield, zwischen 1984 und 1986 Präsident der SFWA, erhielt für seinen Kurzroman Georgia on My Mind 1994 sowohl den Hugo-, als auch den Nebula Award, nachdem er bereits 1992 den John W. Campbell Memorial Award für seinen Roman Brother to Dragons erhalten hatte. 1992 erhielt The Mote in NASA's Eye den Analog Award, A Handful of Heresies erhielt ihn 1996 ebenfalls. Auch 1992 erhielt er mit The McAndrew Chronicles den Seiun Award.
Er war seit 1998 mit der Science-Fiction-Autorin Nancy Kress verheiratet und starb im Alter von 67 Jahren an einem Gehirntumor.

## Bibliografie

### Zyklen und Serien
Die Serien sind nach dem Erscheinungsjahr des ersten Teils geordnet.
Die Proteus-Trilogie
- 1 Sight of Proteus. Ace Books, 1978, ISBN 0-441-76343-X.
  - Deutsch: Der neue Proteus. Goldmann Science-Fiction #23409, 1982, Übersetzer Tony Westermayr, ISBN 3-442-23409-3.
  - Deutsch: Die Gesichter des Proteus. Heyne Science-Fiction & Fantasy #4447, Übersetzer Walter Brumm, 1995, ISBN 3-453-08583-3.
- 2 Proteus Unbound. New English Library, 1988, ISBN 0-450-43116-9.
  - Deutsch: Der entfesselte Proteus. Heyne Science-Fiction & Fantasy #5249, Übersetzer Walter Brumm, 1995, ISBN 3-453-07973-6.
- 3  Proteus in the Underworld. Baen, 1995, ISBN 0-671-87659-7.
  - Deutsch: Proteus in der Unterwelt. Heyne Science-Fiction & Fantasy #5313, Übersetzer Walter Brumm, 1995, ISBN 3-453-08584-1.
- Proteus Combined (1994, Sammelband von 1 und 2)

Die McAndrew-Chroniken (Kurzgeschichten)
- 1 Killing Vector (1978)
  - Deutsch: Der Todesvektor. In: Jerry Pournelle (Hrsg.): Black Holes. Bastei Lübbe Science Fiction Special #24012, 1980, ISBN 3-404-24012-X. Auch als: Erste Chronik: Tödlicher Vektor. In: Die McAndrew-Chroniken. 1989.
- 2 Moment of Inertia (1980)
  - Deutsch: Zweite Chronik: Trägheitsmoment. In: Die McAndrew-Chroniken. 1989.
- 3 All the Colors of the Vacuum (1981)
  - Deutsch: Dritte Chronik: Alle Farben des Vakuums. In: Die McAndrew-Chroniken. 1989.
- 4 The Manna Hunt (1982)
  - Deutsch: Vierte Chronik: Die Manna-Jagd. In: Die McAndrew-Chroniken. 1989.
- 5 The Hidden Matter of McAndrew (1992, auch als Shadow World)
- 6 The Invariants of Nature (1993)
- 7 Rogueworld (1983)
  - Deutsch: Fünfte Chronik: Herumtreiberwelt. In: Die McAndrew-Chroniken. 1989.
- 8 With McAndrew, Out of Focus (1999)
- 9 McAndrew and the Fifth Commandment (1999)
- McAndrew and THE LAW (2004)

Sammlungen:
- The McAndrew Chronicles (1983, Sammelausgabe von 1–5)
  - Deutsch: Die McAndrew Chroniken. Heyne Science-Fiction & Fantasy #4652, 1989, Übersetzer Walter Brumm, ISBN 3-453-03916-5 (enthält 1–4 und 7).
- One Man´s Universe: The Continuing Chronicles of Arthur Morton McAndrew (1993, Sammelausgabe von 1–7)
- The Compleat McAndrew (2000, Sammelausgabe von 1–9)

Chan Dalton
- The Nimrod Hunt. Baen, 1986, ISBN 0-671-65582-5. (ursprünglich als Einzelroman konzipiert)
  - Deutsch: Die Nimrod-Jagd. Heyne Science-Fiction & Fantasy #4620, Übersetzer Winfried Petri, 1990, ISBN 3-453-03491-0.
- 1 The Mind Pool. Baen, 1993, ISBN 0-671-72165-8. (überarbeitete Version von The Nimrod Hunt)
  - Deutsch: Das Nimrod-Projekt. Bastei-Lübbe Science-Fiction & Fantasy #24374, 2008, Übersetzer Ulf Ritgen, ISBN 978-3-404-24374-7.
- 2 The Spheres of Heaven. Baen, 2001, ISBN 0-671-31969-8.
  - Deutsch: Sphären des Himmels. Bastei-Lübbe Science-Fiction & Fantasy #24379, 2009, Übersetzer Ulf Ritgen, ISBN 978-3-404-24379-2.

Der Heritage-Zyklus
Übersetzt von Ulf Ritgen.
- 1 Summertide. Del Rey / Ballantine, 1990, ISBN 0-345-36038-9.
  - Deutsch: Gezeitensturm. Bastei-Lübbe Science-Fiction & Fantasy #24355, 2007, ISBN 978-3-404-24355-6.
- 2 Divergence. Del Rey / Ballantine, 1991, ISBN 0-345-36039-7.
  - Deutsch: Die Reliktjäger. Bastei-Lübbe Science-Fiction & Fantasy #24360, 2007, ISBN 978-3-404-24360-0.
- 3 Transcendence. Gollancz, 1992, ISBN 0-575-05264-3.
  - Deutsch: Der kalte Tod. Bastei-Lübbe Science-Fiction & Fantasy #24363, 2007, ISBN 978-3-404-24363-1.
- 4 Convergence. Baen, 1997, ISBN 0-671-87774-7.
  - Deutsch: Das Artefakt der Meister. Bastei-Lübbe Science-Fiction & Fantasy #24365, 2008, ISBN 978-3-404-24365-5.
- 5 Resurgence. Baen, 2002, ISBN 0-7434-3567-2.
  - Deutsch: Der schwarze Schlund. Bastei-Lübbe Science-Fiction & Fantasy #24370, 2008, ISBN 978-3-404-24370-9.
- Convergent Series (1998, Sammelband von 1 und 2)
- Transvergence: From Out of the Depths of Time (1999, Sammelband von 3 und 4)

Das dunkle Universum
- 1 Cold as Ice. Tor, 1992, ISBN 0-312-85139-1.
  - Deutsch: Kalt wie Eis. Bastei-Lübbe Science-Fiction & Fantasy #24331, 2004, ISBN 3-404-24331-5.
- 2 The Ganymede Club. Tor, 1995, ISBN 0-312-85662-8.
  - Deutsch: Der Ganymed-Club. Bastei-Lübbe Science-Fiction & Fantasy #24385, 2009, ISBN 978-3-404-24385-3.
- 3 Dark as Day. Tor, 2002, ISBN 0-312-87634-3.
  - Deutsch: Schwarz wie der Tag. Bastei-Lübbe Science-Fiction & Fantasy #24338, 2005, ISBN 3-404-24338-2.

Jupiter
- 1 Higher Education. Tor, 1996, ISBN 0-312-86174-5. (mit Jerry Pournelle)
- 2 The Billion Dollar Boy. Tor, 1997, ISBN 0-312-86204-0.
- 3 Putting Up Roots. Tor, 1997, ISBN 0-312-86241-5.
- 4 The Cyborg from Earth. Tor, 1998, ISBN 0-312-86407-8.

Feuerflut
- 1 Aftermath. Bantam Spectra, 1998, ISBN 0-553-37893-7.
  - Deutsch: Feuerflut. Heyne Science-Fiction & Fantasy #6365, 2001, Übersetzerin Christine Strüh, ISBN 3-453-17951-X.
- 2 Starfire. Bantam Spectra, 1999, ISBN 0-553-37894-5.
  - Deutsch: Sternenfeuer. Heyne, 2002, ISBN 3-453-21345-9 (geplant, aber nicht erschienen).

### Einzelveröffentlichungen
Romane
- The Web Between the Worlds. Ace Books, 1979, ISBN 0-441-87862-8.
  - Deutsch: Ein Netz aus tausend Sternen.  Goldmann Science-Fiction #23404, 1982, Übersetzer Tony Westermayr, ISBN 3-442-23404-2.
- The Selkie. Macmillan, 1982, ISBN 0-02-610080-0. (mit David Bischoff)
- My Brother's Keeper. Ace Books, 1982, ISBN 0-441-55132-7.
  - Deutsch: Hüter meines Bruders. Goldmann Science-Fiction #23478, 1986, Übersetzer Christoph Göhler, ISBN 3-442-23478-6.
- Between the Strokes of Night. Baen Science Fiction Books, 1985, ISBN 0-671-55977-X.
  - Deutsch: Zwischen den Schlägen der Nacht. Heyne Science-Fiction & Fantasy #4549, 1988, Übersetzer Walter Brumm, ISBN 3-453-03138-5.
- Trader's World. Del Rey / Ballantine, 1988, ISBN 0-345-34432-4.
  - Deutsch: Die Welt der Handelsfahrer. Heyne Science-Fiction & Fantasy #5463, 1988, Übersetzer Martin Gilbert, ISBN 3-453-10916-3.
- Brother to Dragons. Baen Books, 1992, ISBN 0-671-72141-0.
- Godspeed. Tor, 1993, ISBN 0-312-85317-3.
- The Judas Cross. Special Editions Press, 1994, ISBN 0-940841-94-0. (mit David Bischoff)
- Tomorrow and Tomorrow. Bantam Spectra, 1997, ISBN 0-553-37808-2.

Sammlungen 
- Vectors. Ace Books, 1979, ISBN 0-441-86057-5.
- Hidden Variables. Ace Books, 1981, ISBN 0-441-32991-8.
- Erasmus Magister. Ace Books, 1982, ISBN 0-441-21526-2.
- Dancing with Myself. Baen, 1993, ISBN 0-671-72185-2.
- The Future Quartet: Earth in the Year 2042 (1994, mit Ben Bova, Frederik Pohl und Jerry Pournelle)
- Georgia on My Mind: And Other Places. Tor, 1995, ISBN 0-312-85663-6.
- Space Suits: Being the Selected Legal Papers of Waldo Burmeister and Henry Carver, Attorneys-at-Law, as Transcribed and Edited by Henry Carver, LL.B., and with a Special Introduction by Waldo P. Burmeister, LL.B. FoxAcre Press, 2001, ISBN 0-9709711-0-9.
- The Lady Vanishes: And Other Oddities of Nature. Five Star, 2002, ISBN 0-7862-4169-1.
- The Amazing Dr. Darwin. Baen, 2002, ISBN 0-7434-3529-X.
  - Deutsch: Der wundersame Dr. Darwin. Bastei-Lübbe Fantasy #20495, 2004, Übersetzer Beke Ritgen, ISBN 3-404-20495-6.

Kurzgeschichten
Wird bei Kurzgeschichten als Quelle nur Titel und Jahr angegeben, so findet sich die vollständige Angabe unter Sammlungen.
- What Song the Sirens Sang (1977)
- Marconi, Mattin, Maxwell (1977)
  - Deutsch: Das Superding. In: Walter Spiegl (Hrsg.): Science-Fiction-Stories 80. Ullstein Science Fiction & Fantasy #31010, 1980, ISBN 3-548-31010-9.
- Legacy (1977)
- Dinsdale Dissents (1977)
- Perfectly Safe, Nothing to Worry About (1977)
- A Certain Place in History (1977)
- The Long Chance (1977)
- We Hold These Truths to Be Self-Evident (1977)
- From Natural Causes (1978)
- Power Failure (1978)
- Fixed Price War (1978)
- Sight of Proteus (1978)
- The Deimos Plague (1978)
- Bounded in a Nutshell (1978)
- The Treasure of Odirex (1978)
  - Deutsch: Der Schatz des Odirex. In: Der wundersame Dr. Darwin. 2004.
- Murder in Triplicate (1978)
- The Dalmatian of Faust (1978)
  - Deutsch: Schlankheitskur – und die Folgen. In: Walter Spiegl (Hrsg.): Science-Fiction-Stories 83. Ullstein Science Fiction & Fantasy #31017, 1980, ISBN 3-548-31017-6.
- Transition Team (1978)
- The Grooves of Change (1979)
- The Lambeth Immortal (1979)
  - Deutsch: Das Todlose von Lambeth. In: Der wundersame Dr. Darwin. 2004.
- Skystalk (1979)
- That Strain Again (1980)
  - Deutsch: Alles hat seine Jahreszeit. In: Isaac Asimov, Martin Harry Greenberg, Joseph D. Olander (Hrsg.): Feuerwerk der SF. Goldmann (Edition '84: Die positiven Utopien #8), 1984, ISBN 3-442-08408-3.
- The Subtle Serpent (1980)
- The Man Who Stole the Moon (1980)
- The New Physics: The Speed of Lightness, Curved Space, and Other Heresies (1980)
  - Deutsch: Die neue Physik. In: Hans Joachim Alpers (Hrsg.): Analog 1. Moewig Science Fiction #3547, 1981, ISBN 3-8118-3547-5.
- Hidden Variable (1980)
- The Marriage of True Minds (1980)
- Forefather Figure (1981)
- The Softest Hammer (1981)
- Parasites Lost (1981)
- Summertide (1981)
- The Devil of Malkirk (1982)
  - Deutsch: Der Teufel von Malkirk. In: Ronald M. Hahn (Hrsg.): Dinosaurier auf dem Broadway. Heyne Science Fiction & Fantasy #4027, 1983, ISBN 3-453-30967-7.
  - Deutsch: Der Dämon von Malkirk. In: Der wundersame Dr. Darwin. 2004.
- The Manna Hunt (1982)
- The Mouths of Earth (1982)
- The Seventeen-Year Locusts (1983)
- Rogueworld (1983)
- Crocuses (1983)
- The Dominus Demonstration (1984)
- Nine Days' Wonder (1984)
- Accounting System (1984) [only as by James Kirkwood]
- Hostages of Zark (1984)
- Tunicate, Tunicate, Wilt Thou Be Mine? (1985)
- Trader's Secret (1985)
- Dies Irae (1985)
- Trader's Blood (1986)
- Hotel Hunting (1986)
- Trader's Cross (1987)
- The Grand Tour (1987)
- Trapalanda (1987)
- Trader's Partner (1987)
- Guilt Trip (1987)
- The Dreaming Spires of Houston (1987)
- Obsolete Skill (1987)
- Saved from the Shredder (1988)
- The Courts of Xanadu (1988)
  - Deutsch: Die Höfe von Xanadu. In: Wolfgang Jeschke (Hrsg.): Papa Godzilla. Heyne Science Fiction & Fantasy #4560, 1989, ISBN 3-453-03152-0.
- Dead Meat (1988)
- The Heart of Ahura Mazda (1988)
  - Deutsch: Das Herz Ahura Masdahs. In: Der wundersame Dr. Darwin. 2004.
- Space Opera (1988)
- Destroyer of Worlds (1989)
- Humanity Test (1989)
- Out of Copyright (1989)
  - Deutsch: Nennen Sie mich Al. In: Ronald M. Hahn (Hrsg.): Der Wassermann. Heyne Science Fiction & Fantasy #4786, 1991, ISBN 3-453-04495-9.
- The Serpent of Old Nile (1989)
- Beyond the Golden Road (1989)
- Dancing With Myself (1989)
- Nightmares of the Classical Mind (1989)
- The Double Spiral Staircase (1990)
- A Braver Thing (1990)
- Godspeed (1990)
- Health Care System (1990)
  - Deutsch: Systematische Gesundheitsfürsorge. In: Friedel Wahren (Hrsg.): Isaac Asimov's Science Fiction Magazin 40. Folge. Heyne Science Fiction & Fantasy #4957, 1992, ISBN 3-453-06199-3.
- Casualities (1990)
- Eighth Trimester (1991)
- Fat Man's Gold (1991)
- Deep Safari (1992)
  - Deutsch: Safari in die Tiefe. In: Friedel Wahren (Hrsg.): Isaac Asimov's Science Fiction Magazin 43. Folge. Heyne Science Fiction & Fantasy #5141, 1994, ISBN 3-453-07762-8.
- The Hidden Matter of McAndrew (1992)
- The Price of Civilization (1992)
- Ladies Night at the OK Corral (1992)
  - Deutsch: Nacht der Ladies im OK Corral. In: Wolfgang Jeschke (Hrsg.): Die Pilotin. Heyne Science Fiction & Fantasy #5160, 1994, ISBN 3-453-07775-X.
- The Feynman Saltation (1992)
- C-Change (1992)
- The Decline of Hyperion (1992)
- Georgia on My Mind (1993)
  - Deutsch: Die Rechenmaschine von South Georgia. In: Wolfgang Jeschke (Hrsg.): Heyne Science Fiction Jahresband 1997. Heyne Science Fiction & Fantasy #5648, 1997, ISBN 3-453-11910-X.
- Fifteen-Love on the Dead Man's Chest (1993)
- The Fifteenth Station of the Cross (1993)
- Millennium (1994)
- Higher Education (1994) with Jerry Pournelle
- The Bee's Kiss (1994)
- The Invasion of Space (1995, als James Kirkwood)
- The Phantom of Dunwell Cove (1995)
  - Deutsch: Das Phantom von Dunwell Cove. In: Der wundersame Dr. Darwin. 2004.
- At the Eschaton (1995)
- The Peacock Throne (1996)
- Cloud Cuckoo (1996)
- The Lady Vanishes (1996)
- Waiting for the Riddlers (1997)
- What Would You Like to Know? (1997)
- Packing Fraction (1998)
- The Solborne Vampire (1998)
  - Deutsch: Der Solborne-Vampir. In: Der wundersame Dr. Darwin. 2004.
- The Turning of Auberon Mansfield (1998)
- Brooks Too Broad For Leaping (1998)
- Phallicide (1999)
- Nuremberg Joys (2000)
- The New Laureate Speaks (2000)
- The Art of Fugue (2000)
- With the Knight Male (2000)
- The Diamond Drill (2002)
- The Whole Three Yards (2002)
- The Demon of E Staircase (2003)
- The Waste Land (2003)

Anthologie (als Herausgeber)
- How to Save the World (1995)

Sachbücher
- Earthwatch: A Survey of the World from Space (1981)
- Man on Earth: How Civilization and Technology Changed the Face of the World-A Survey from Space (1983)
- Space Careers (1984)
- The World of 2044: Technological Development and the Future of Society (1994)
- Borderlands of Science (1999)